# Châteauneuf-Val-Saint-Donat
Châteauneuf-Val-Saint-Donat ist eine französische Gemeinde mit 529 Einwohnern (Stand 1. Januar 2022) im Département Alpes-de-Haute-Provence in der Region Provence-Alpes-Côte d’Azur. Sie gehört zum Arrondissement Forcalquier und zum Kanton Château-Arnoux-Saint-Auban. Die Bewohner nennen sich die Chabannais.

## Geographie
Die angrenzenden Gemeinden sind Aubignosc im Norden, Château-Arnoux-Saint-Auban im Osten, Montfort im Süden, Mallefougasse-Augès im Südwesten und Valbelle im Nordwesten. 454 Hektar der Gemeindegemarkung sind bewaldet.

## Bevölkerungsentwicklung
| Jahr      | 1962 | 1968 | 1975 | 1982 | 1990 | 1999 | 2006 | 2012 |
| --------- | ---- | ---- | ---- | ---- | ---- | ---- | ---- | ---- |
| Einwohner | 144  | 139  | 141  | 191  | 296  | 348  | 505  | 497  |

## Sehenswürdigkeiten
- Kapelle Sainte-Madeleine, Monument historique

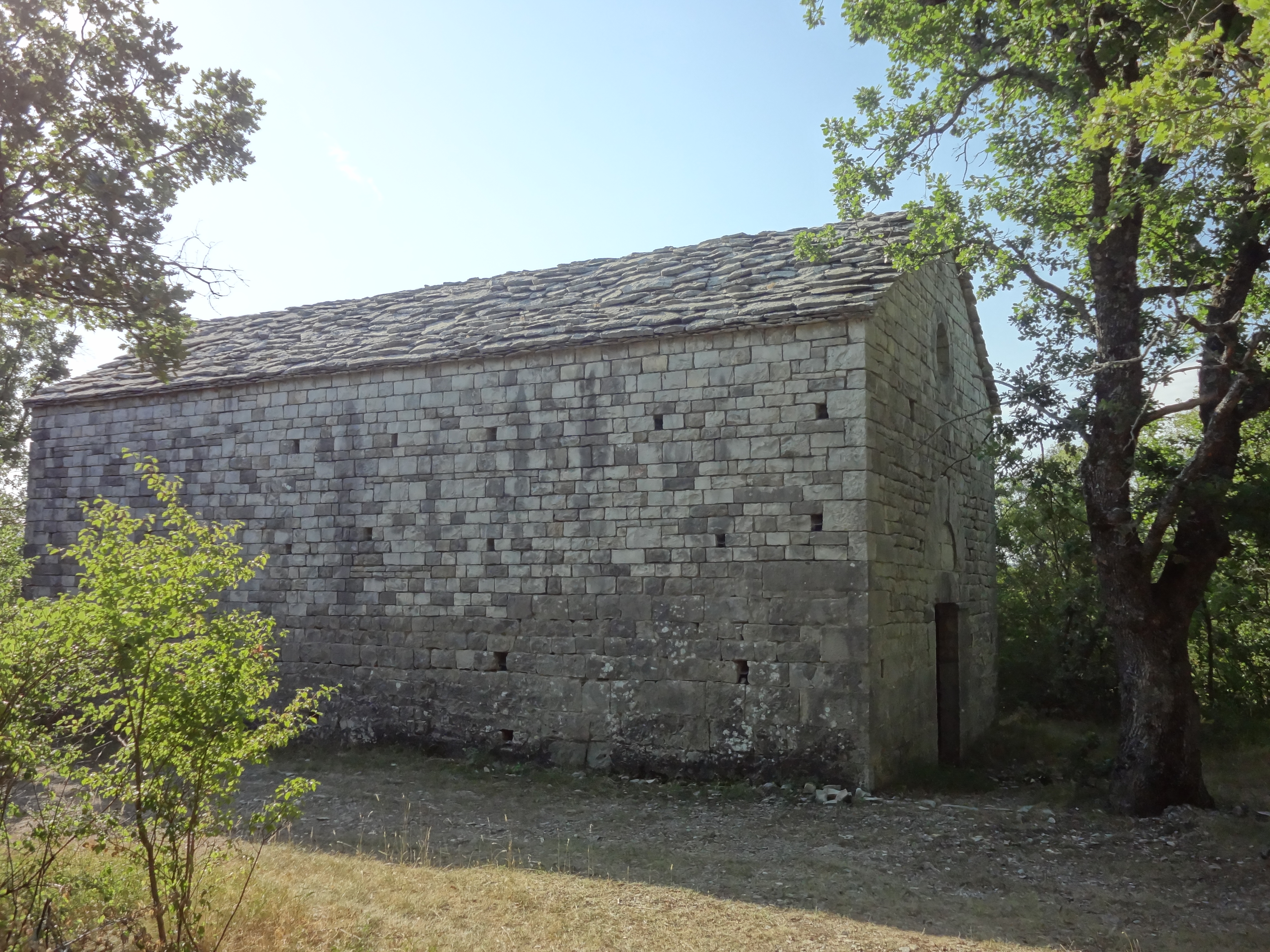
Kapelle Sainte-Madeleine